# Holon : Hiberno
Holon : Hiberno ist das Debütalbum der hannoverschen Band The Hirsch Effekt und Teil 1 der Holon-Trilogie. Es wurde am 19. März 2010 veröffentlicht.

## Aufbau
Das Album ist als Konzeptalbum angelegt und besteht aus voneinander in Zusammenhang stehenden Stücken. Die Songs sind in abgeschlossenen Kapiteln, ähnlich einem Bühnenstück, angeordnet. Dem mehrteiligen Auftakt (Epistel) folgen verschiedene weitere Kapitel, unterbrochen durch gelegentliche Zwischenspiele (Intervallum). Das Album endet schließlich mit dem mehrteiligen Schlusssatz (Epitaph). Auf dem Album sind 17 Gastmusiker und ein Chor zu hören.

## Stil und Rezeption
Holon bedeutet zu Deutsch „Erinnerung“. Textdichter Nils Wittrock behandelt Themen von Liebe und Beziehungsschmerz. Einige Textfragmente stammen laut Liner Notes aus Gedichten von Herbert Hindringer.
Auf „Holon : Hiberno“ verarbeitet die Band Einflüsse aus verschiedenen popkulturellen, kammermusikalischen und jazzigen Musikstilen, darunter Indie-Rock, Progressive Metal oder Chor. Die Texte sind oft nur wenige Zeilen lang und in ihrer Ausdrucksform und Stimmungslage von Emocore und deutschsprachigem Emopunk beeinflusst. Positive Kritik und Beachtung bekam das Album vorwiegend von Punk- und Hardcore-Medien wie dem Ox-Fanzine oder den Babyblauen Seiten. Das Magazin eclipsed oder das einflussreiche Magazin Visions wurden ebenfalls auf die Band aufmerksam und schreiben:

„Hier ist das Album des Moments, das Debüt einer monströsen Band, ein beängstigend tolles Spiel ohne Grenzen.“

Auch das E-Zine Plattentests.de lobte „Holon : Hiberno“:

„"Holon : hiberno" saugt den Hörer von der ersten Sekunde an ein und schleudert ihn durch die Extreme. (...) Dürfen die das? Ein derart atmosphärisch dichtes, hochklassiges Debütalbum veröffentlichen? Eine Platte voller Gegensätze und Chaos, die aber in sich unglaublich homogen bleibt?“

## Titelliste
1. Epistel
  1. Calmo
  2. Vigoroso
2. Nex
3. Intervallum: Pulsus
4. Zoetrop
5. Lentevelt
6. Intervallum: Cadentia
7. Laxamentum
  1. Assorto
  2. Agitato
  3. Requiem
8. Intervallum: Motette
9. Vituperator
10. Intervallum: Litus
11. Hiberno
12. Arcanum
13. Epitaph
  1. Meno
  2. Lugubre
  3. Maestoso